# 토마스 람
토마스 안톤 루돌프 람(핀란드어: Thomas Anton Rudolph Lam, 1993년 12월 18일 ~ )은 키프로스 퍼스트 디비전 클럽 아폴론 리마솔에서 센터백 또는 수비형 미드필더로 활약하는 핀란드의 프로 축구 선수이다. 네덜란드에서 태어난 그는 핀란드 국가대표팀을 대표한다. 그는 AZ 알크마르에서 시니어 클럽 경력을 시작했으며, 2014년 20세의 나이에 PEC 즈볼러와 계약했다.
람은 2015년 6월, 21세의 나이로 핀란드 국가대표로 데뷔했으며, 이후 2018년 FIFA 월드컵 예선과 핀란드의 UEFA 유로 2020 캠페인에 출전하여 핀란드 국가대표팀이 유럽 축구 선수권 대회 조별 리그에서 사상 첫 1위를 차지하는 등 20경기 이상 출전했다.

## 구단 경력

### AZ
네덜란드에서 핀란드인 어머니와 네덜란드인 아버지 사이에서 태어나고 자란 람은 AFC에서 유소년 경력을 시작한 후 2005년 AZ 알크마르로 이적하여 아카데미를 거쳐 2011년 AZ 알크마르에서 시니어 경력을 시작하여 첫 프로 계약을 체결했다. 얼마 지나지 않아 람은 새 시즌에 등번호 28번을 부여받았다.

### PEC 즈볼러
2014년 7월 24일, 람이 PEC 즈볼러와 장기 계약을 체결했다고 발표되었다.
요한 크라위프 스할에서 아약스를 상대로 4-1 승리를 거둔 후, 람은 2014년 8월 16일에 PEC 즈볼러 데뷔 전을 치렀고, 후반전에 마이켈 반 더 베르프와 교체되어 도르드레흐트를 상대로 2-1 승리를 거두었다. 2014년 10월 29일에야 람은 KNVB 베커르 3라운드에서 하르덴베르흐를 상대로 6-1로 승리하며 커리어 첫 해트트릭을 기록했다. 이후 람은 2014년 12월 20일, 캄뷔르와의 경기에서 2-1로 패한 경기에서 시즌 첫 리그 골을 넣었다. 람은 KNVB 베커르 8강전에서 캄뷔르를 상대로 3-2 승리를 거두며 다시 한 번 득점했고, 며칠 후 위트레흐트를 상대로 2-0 승리를 거두었다. 부상과 출장 정지로 고통받았지만, 2014-15년 시즌이 진행되면서 람은 34골을 넣으며 모든 대회에서 6골을 넣었다. 람은 KNVB 베커르 결승전에서 81분을 뛰었지만, 흐로닝언을 상대로 2-0으로 패하며 타이틀 방어에 실패했다.

### 노팅엄 포리스트
이전 소속팀인 AZ로 복귀하려는 관심에도 불구하고, 람은 2016년 7월 8일, 자유 이적으로 즈볼러에서 노팅엄 포리스트로 이적했다. 클럽에 합류하자마자 람은 새 시즌에 AZ 알크마르에서 입었던 것과 같은 등번호 28번을 부여받았다.
시즌 개막전에서 람은 2016년 8월 6일, 버턴 앨비언을 상대로 4-3 승리를 거두며 노팅엄 포리스트 데뷔 전에서 득점했다. 두 경기를 결장한 람은 팀에서 복귀한 후 2016년 8월 20일, 위건 애슬레틱을 상대로 4-3 승리를 거두며 클럽의 두 번째 골을 넣었다. 부상으로 인해 9월, 대부분을 결장한 람은 2016년 10월 1일, 브리스틀 시티와의 경기에서 2-1로 패한 경기에서 45분 동안 부상에서 벗어나 1군으로 복귀했다. 3주 후인 2016년 10월 22일, 람은 카디프 시티와의 경기에서 2-1로 패한 경기에서 후반전에 스트레이트 레드카드를 받았다. 한 경기 출장 정지를 당한 후, 그는 2016년 11월 5일, 퀸스 파크 레인저스와의 경기에서 1-1 무승부를 기록하며 출장 정지에서 복귀했다. 그러나 시즌이 끝날 무렵, 람은 필리프 몽타니에 감독의 경질로 인해 곧 첫 팀 자리를 잃었다. 2016-17년 시즌이 끝날 무렵, 람은 총 21경기에 출전하여 모든 대회에서 2골을 기록했다.

#### 트벤터로의 임대
그러나 2017-18년 시즌을 앞두고 감독 마크 워버턴으로부터 람은 더 이상 1군 계획에 포함되지 않는다는 말을 들었고, 램은 이를 "불공정하고 좌절스럽다"고 표현했다. 이 때문에 그는 클럽을 떠날 수 있음을 암시했다. 2017년 8월 30일, 람은 에레디비시의 트벤터와 한 시즌 동안 임대 계약을 체결했다고 발표되었다.
람은 2017년 9월 10일, 스파르타 로테르담과의 경기에서 선발 출전해 87분 동안 뛰다가 교체되었다. 2017년 9월 17일, 위트레흐트와의 후속 경기에서 람은 클럽의 첫 골을 넣으며 4-0 승리를 이끌었다. 이후 2017년 11월 5일, PSV 에인트호번과의 경기에서 4-3으로 패한 경기에서 다시 골을 넣었다. 클럽 데뷔 이후 람은 12월 초에 출전 정지될 때까지 모든 경기에 선발 출전했다.

### 멜버른 시티
2022년 8월 16일, 람은 A리그 멘 클럽 멜버른 시티와 2년 계약을 체결하며 웨스턴 유나이티드와의 2022-23년 A리그 멘 시즌 개막전에서 클럽 데뷔 전을 치렀다. 람은 2023년 1월 29일, 애들레이드 유나이티드와의 경기에서 클럽의 첫 골을 넣었으며, 경기는 3-3으로 끝났다. 2023년 6월 13일, 람은 멜버른 시티를 떠난다고 발표했다. 그는 파트너와 함께 둘째 아이를 임신 중이었기 때문에 네덜란드에 있는 가족과 더 가까운 곳에서 뛰고 싶었다.

### 아폴론 리마솔
2024년 8월 15일, 람은 키프로스 퍼스트 디비전에서 아폴론 리마솔과 2년 계약을 체결했다.

## 국가대표팀 경력
다양한 주니어 국가대표팀에서 활약한 후, 람은 마침내 2015년에 핀란드 국가대표팀의 부름을 받았다. 그는 2015년 6월 9일, 에스토니아와의 홈 경기에서 2-0으로 패배하며 국가대표팀에 데뷔했다. 람은 곧 2015년 9월 7일, 페로 제도와의 경기에서 84분을 뛰며 UEFA 유로 2016 예선 경기에 처음 출전했다. 그러나 핀란드는 대회 예선 F조에서 4위를 차지하며 UEFA 유로 2016 본선에 진출하지 못했다. 시니어 데뷔 이후, 람은 국가대표팀의 주전 선수가 되었다. 그는 2016년 10월 9일, 탐페레 스타디움에서 열린 크로아티아와의 경기에서 67분에 알렉산데르 링과 교체되어 2018년 FIFA 월드컵 예선에 처음 출전했다.
람은 2021년 5월 29일, 스웨덴과의 UEFA 유로 2020 대회 전 친선 경기에 소집되었다. 람은 UEFA 유로 2020 대회에서 핀란드 국가대표팀의 일원이었지만 교체 선수로 남아 있었다. 핀란드는 2021년 6월 21일, 벨기에에 2-0으로 패한 후 B조 3위에 올랐다.

## 사생활
람은 네덜란드 암스테르담에서 네덜란드인 아버지와 핀란드인 어머니 사이에서 태어나 핀란드 국적을 취득했다. 네덜란드에서 자라는 동안 그의 부모님은 호텔을 소유하고 계셨다.
그에게는 형제가 있다. 10대 후반에 람은 2009년 아버지가 폐암으로 돌아가셨을 때 비극적인 상실을 겪었다.